# Mario Canali
Mario Canali (Monza, 1952) è un artista italiano, attivo nell'arte digitale, nell'arte della realtà virtuale e nella pittura.

## Biografia
Mario Canali ha iniziato la sua attività artistica nel 1975, con una sua prima mostra personale. Lo stile della pittura di Canali è, in quegli anni, sia figurativo, sia fantastico, ed esplora il simbolismo ed il surrealismo, contro le tendenze dei tempi. 
Nella metà degli anni ottanta, rivolge la sua attenzione all'arte elettronica e digitale. Tra il 1985 e il 1996, Canali si trasferisce a Milano e fonda insieme ad Adriano Abbado e Riccardo Sinigaglia il gruppo Correnti Magnetiche, che si occupa di arte elettronica. Successivamente Abbado lasciò la formazione e si unirono invece Flavia Alman e Sabine Reiff. Insieme a Canali il gruppo produrrà immagini digitali e animazioni 3-D premiate, come Siggraph a Los Angeles, Ars Electronica a Linz, Imagina a Monte Carlo e Nastro d'Argento a Roma. 
Nel 1993, lavora col programmatore Marcello, lo psicologo Elio Massironi e l'ebanista Leonardo Aurelio, a creare installazioni interattive. Queste installazioni saranno sperimentate in musei, gallerie d'arte, fiere, rave, sfilate di moda, centri sociali, feste private, festival tecnologici e convegni di psicologia. 
Nel 2004 inizia il restauro di un edificio a Milano con l'intento di trasformarlo in luogo per la realizzazione di progetti creativi. Questo edificio è diventato lo Studio Canali. 
Canali ha insegnato ‘Arte e paradigmi della complessità’ presso il Dipartimento Multimediale dell'Accademia di Belle Arti di Brera ed è stato docente del corso ‘Ambienti Cognitivi e Scenografie Emozionali’ presso la NABA - Nuova Accademia di Belle Arti di Milano. 

### Opere
- 1988 XVII Triennale - Oltre la città, la metropoli, Milano-Installazione Metropoli per la sezione Statistica
- 1989 Palazzo Fortuny, Venezia-Workshop
- 1989 ELAC-Museo di Arte Contemporanea, Lione, Francia -Antologica Video di Correnti Magnetiche
- 1992 Immagina, Montecarlo, Francia-Selezione animazione 3D dell'opera video-elettronica Enigmatic Ages
- 1994 Arte Virtual, Madrid, Spagna-Installazione di realtà virtuale Satori
- 1994 Video Art Festival, Locarno, Svizzera-Installazione di realtà virtuale Satori
- 1994 Galleria di Arte Moderna e Contemporanea, Bergamo -Dagli algoritmi primari alla realtà virtuale, dieci anni di ricerca di Correnti Magnetiche
- 1994 Futuro Remoto, La percezione, Napoli-Installazione di realtà virtuale Satori
- 1996 Invideo, Un anno italiano in video, Milano-Installazione interattiva Oracolo-Ulisse
- 1996 Rocca Paolina, Perugia -Personale di Correnti Magnetiche
- 1997 Experimenta, Torino-Installazione interattiva Neuronde
- 1999 Fragmenti, Milano-Installazioni interattive Satori, Oracolo-Ulisse, Inside, Ritmi e Neuronde
- 1999 Techne, Spazio Oberdan, Milano-Installazione interattiva E.m.X
- 2002 Techne, Spazio Oberdan, Milano-Installazione interattiva Scribble Test

### Premi e riconoscimenti
- 1987 West End Film Contest, Siggraph, Los Angeles, Stati Uniti -1º premio animazione 3D per l'opera video-elettronica  Urbana
- 1987 Prix Ars Electronica, Linz, Austria-2º premio animazione 3D per l'opera video elettronica Urbana
- 1988 Prix Ars Electronica, Linz, Austria-2º premio animazione per l'opera video-elettronica Gates
- 1988 Premio Digitart, Ungheria
- 1989 Premio Immagine Elettronica, Ferrara -Premio Immagine Elettronica
- 1989 VideoArt, Locarno, Svizzera -Premio World Graph a Correnti Magnetiche
- 1991 Filmmaker, Milano -Premio speciale per l'opera video-elettronica Enigmatic Ages
- 1991 Digigraph, Bruxelles -1º premio animazione 3D e premio speciale della giuria per l'opera video-elettronica Enigmatic Ages
- 1991 Anteprima, Bellaria -Gabbiano d'argento per l'opera video-elettronica Enigmatic Ages
- 1992 Nastro Argento, Roma -Per la regia del miglior cortometraggio per l'opera video Enigmatic Ages
- 1997 XIX Premio Nazionale Arte visive città di Gallarate
- 1998 Rete televisiva Arte (VRLM Award), Hannover, Germania -Riconoscimento per Global Learning Lunge, sito internet di realtà virtuale realizzato per Deutsch Telekom

| Controllo di autorità | VIAF (EN) 307415516 · Europeana agent/base/26640 |